# دوران محاصره
دوران محاصره نام یک کتاب ادبی است که توسط آلکساندر فادیف، نویسندهٔ اهل روسیه نوشته شده‌است. این کتاب یکی از آثار مشهور ادبی جهان است.